# Frați (Star Trek: Generația următoare)
„Frați” (titlu original: „Brothers”) este al 3-lea episod din al patrulea sezon al serialului TV american științifico-fantastic Star Trek: Generația următoare și al 77-lea episod în total. A avut premiera la 8 octombrie 1990.
Episodul a fost regizat de Rob Bowman după un scenariu de Rick Berman.

## Prezentare
Data este chemat de creatorul său, Noonien Soong, care este încă în viață. Celor doi li se alătură Lore. 

## Actori ocazionali
- Cory Danziger - Jake Potts
- Colm Meaney - Miles O'Brien
- Adam Ryen - Willie Potts
- James Lashly - Kopf